# Mark község
Mark község (svédül: Marks kommun) Svédország 290 községének egyike. 
A mai község 1971-ben jött létre.

## Települései
A községben 22 település található:
| Település  | Népesség | Megjegyzés         |
| ---------- | -------- | ------------------ |
| Kinna      |          | a község székhelye |
| Berghem    |          |                    |
| Björketorp |          |                    |
| Fotskäl    |          |                    |
| Fritsla    |          |                    |
| Haby       |          |                    |
| Hajom      |          |                    |
| Horred     |          |                    |
| Hyssna     |          |                    |
| Istorp     |          |                    |
| Rydal      |          |                    |
| Skene      |          |                    |
| Skephult   |          |                    |
| Surteby    |          |                    |
| Sätila     |          |                    |
| Torestorp  |          |                    |
| Tostared   |          |                    |
| Ubbhult    |          |                    |
| Älekulla   |          |                    |
| Örby       |          |                    |
| Öxabäck    |          |                    |
| Öxnevalla  |          |                    |

## Külső hivatkozások
- Hivatalos honlap